# إريك ترامب
إريك فريدريك ترامب (بالإنجليزية: Eric Trump) (6 يناير 1984) رجل أعمال أمريكي، وهو الابن الثاني للرئيس الخامس والأربعين للولايات المتحدة دونالد ترامب من زوجته عارضة الأزياء السابقة ايفانا. إريك نائب الرئيس التنفيذي في منظمة ترامب، وهو المسؤول عن قبول المشاريع الجديدة والتنموية من جميع أنحاء العالم للمنظمة، مع أخيه، دونالد ترامب الابن وشقيقته إيفانكا. في عام 2006، أسس مؤسسة إريك ترامب ، الأمر الذي جعله يجمع المال للتبرعات لمستشفى سانت جود للأطفال. إريك صاحب مصنع ترامب للخمور. ويشرف هو ووالده على 18 ناديا من نوادي دونالد ترامب للجولف.

## روابط خارجية
- إريك ترامب على موقع IMDb (الإنجليزية)
- إريك ترامب على موقع قاعدة بيانات الفيلم (الإنجليزية)
- إريك ترامب على موقع كينوبويسك (الروسية)